# Чернігівський окружний адміністративний суд

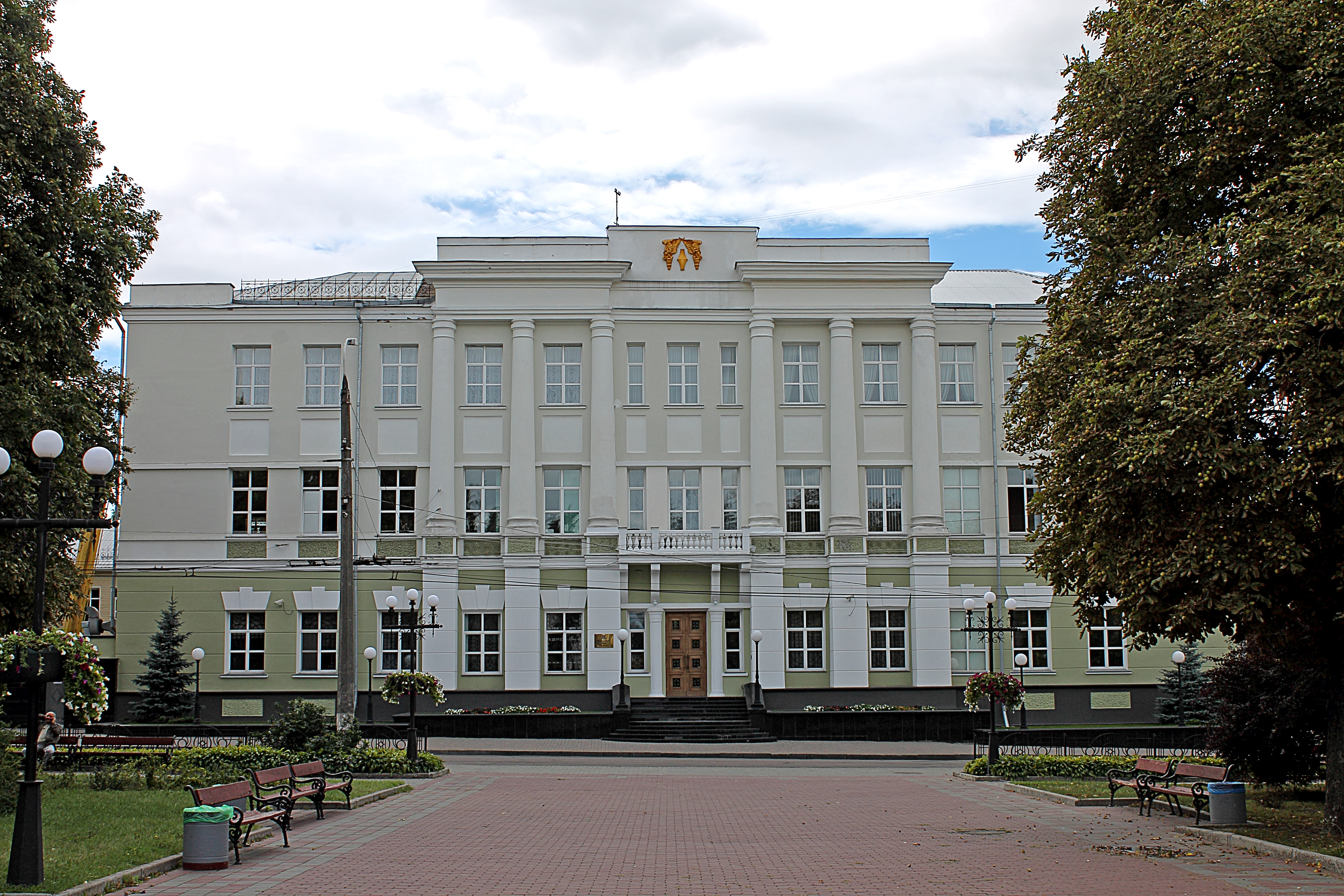
Колишнє місцезнаходження суду — вул. Кирпоноса, 16

Чернігівський окружний адміністративний суд — місцевий спеціалізований адміністративний суд першої інстанції, розташований у місті Чернігові, юрисдикція якого поширюється на Чернігівську область.

## Компетенція
Місцевий адміністративний суд при здійсненні судочинства керується Кодексом адміністративного судочинства України. Він розглядає адміністративні справи, тобто публічно-правові спори, у яких хоча б однією зі сторін є орган виконавчої влади, орган місцевого самоврядування, їхня посадова чи службова особа або інший суб'єкт, який здійснює владні управлінські функції. Іншою стороною є приватний елемент (громадянин, юридична особа приватного права тощо).
До числа адміністративних справ належать, зокрема, спори фізичних чи юридичних осіб із суб'єктом владних повноважень щодо оскарження його рішень (нормативно-правових актів чи правових актів індивідуальної дії), дій чи бездіяльності; з приводу прийняття громадян на публічну службу, її проходження, звільнення з публічної служби; щодо виборчого процесу тощо. В окремих випадках адміністративний суд розглядає справи за зверненням суб'єкта владних повноважень.
Адміністративний суд розглядає справу, як правило, за місцезнаходженням відповідача, тобто якщо офіційна адреса відповідача зареєстрована на території юрисдикції цього суду.

## Структура
Суд очолює його голова, який має заступника. Правосуддя здійснюють 13 суддів. Наразі відсутня спеціалізація суддів з розгляду конкретних категорій справ.
Організаційне забезпечення діяльності суду здійснює апарат, очолюваний керівником апарату, який має заступника. В суді працює 39 державних службовців, 14 працівників патронатної служби.
До патронатної служби входять помічники суддів. Секретарі судового засідання безпосередньо підпорядковані керівнику апарату та судді, з яким працюють відповідно до внутрішнього розподілу обов'язків.
Відділи:
- організаційного забезпечення та аналітично-статистичної роботи
- документального забезпечення (канцелярія)
- планово-фінансової діяльності бухгалтерського обліку та звітності
- управління персоналом
- інформаційних технологій та технічного забезпечення
- сектор обліку та відправки кореспонденції[1][2][3].

## Керівництво
Голова суду — Скалозуб Юрій Олександрович
 Заступник голови суду — Заяць Олександр Володимирович
 Керівник апарату — Виноградова Дар'я Олександрівна.